# Cynthia Cooper
Cynthia Cooper é uma ativista e contabilista estadunidense. Foi eleita pela revista de notícia Time como Pessoa do Ano em 2002, representando The Whistleblowers.